# Bet Ammot Miszpat
Bet Ammot Miszpat (nazywany także HaMerkaz HaChaklaie) – biurowiec w osiedlu Ha-Kirja we wschodniej części miasta Tel Awiw, w Izraelu.

## Historia
Budynek został wybudowany w 1970 w ówczesnym Centrum Tel Awiwu. Obecnie tę część osiedla coraz częściej zalicza się do zachodniej części osiedla Ha-Kirja.

## Dane techniczne
Budynek ma 17 kondygnacji i wysokość 66 metrów.
Biurowiec składa się z dwóch skrzydeł, połączonych przez centralny szeroki element konstrukcyjny, którego wysokość przewyższa oba boczne skrzydła. Wschodnie skrzydło nazywa się HaMerkaz HaChaklaie, a zachodnie Bet Ammot Miszpat. Oba posiadają osobne wejścia.
Wieżowiec wybudowano w stylu brutalistycznym. Wzniesiono go z betonu. Elewacja jest wykonana w kolorze białym.
Budynek służy jako biurowiec firm finansowych i ubezpieczeniowych.